# Action Écoles (opération humanitaire)
Pour les articles homonymes, voir Action Écoles.
Action Écoles (probablement aussi appelée « Opération Delta ») est une opération humanitaire d'envergure lancée en 1985-1986 par Daniel Balavoine, France Gall, Michel Berger, Lionel Rotcage et Richard Berry dans le sillage du célèbre Band Aid de Bob Geldof. 
Cette opération a suscité la création de milliers de comités dans les écoles et lycées français (jusqu'à 13 000 selon Lionel Rotcage, soit plus de 300 000 élèves), devenant un éphémère phénomène de société qui a contribué à la prise de conscience de l'action humanitaire pour toute une génération de Français, au même titre que les Restos du Cœur, fondés à la même époque par Coluche.

## La genèse de l'opération
Daniel Balavoine, Michel Berger et France Gall assistent au Live Aid de Wembley le 13 juillet 1985 et décident de lancer à leur retour leur propre opération humanitaire. Daniel Balavoine, notamment, s'investira totalement dans cette opération jusqu'à ce que sa mort en Afrique y mette brutalement un terme le 14 janvier 1986 (voir aussi : accident aérien du rallye Dakar 1986).

## L'opération Action Écoles
Des milliers de comités locaux sont créés dans les écoles collèges et lycées français afin de lever des fonds pour financer des microprojets précis (agriculture, pompes à eau, etc.), chiffrés et géographiquement situés. L'opération connaît un succès étonnant : jusqu'à 13 000 comités auraient été créés, selon Lionel Rotcage.
Par ailleurs, les recettes du 45 tours La faim y'en a marre sont affectées au profit d'Action Écoles. La face A est chantée par Klaus Blasquiz, Élisabeth Wiener, Serge Newtone, Jérémy, la Chorale des petits écoliers chantant de Bondy, Jean-Pierre Castelain, Émilie Bonnet, Salif Keita, Olive, plus un discours dit par Philippe Bauman. Sur le même fond sonore, la face B comporte un texte de Bob Geldof récité par Richard Berry.
Une innovation pour l'époque : les écoliers et lycéens pouvaient suivre l'avancée des réalisations grâce au Minitel.
Selon Lionel Rotcage (responsable de Band Aid en France), c'est pour suivre Action Écoles que Daniel Balavoine serait retourné en Afrique où il a trouvé la mort : « Dire que c'est moi qui lui ai conseillé de suivre jusqu'au bout l'opération en allant sur place, en Afrique, rejoindre Thierry Sabine et le Paris-Dakar. Il est parti. Je n'ai même pas eu l'occasion de lui dire que nous en étions à 13 000 comités dans les écoles. J'attendais son retour, le 19 janvier, pour le lui apprendre. Il aurait été heureux de le savoir même si, pour lui, ce qui importait, c'était ce que ça déclencherait à long terme, dans les années à venir, sur le comportement des enfants vis-à-vis des autres. »

## Continuation de l'association après le décès du chanteur
Les statuts juridiques de l'association ont été créés en mars 1986 deux mois après la mort de Balavoine.

## Présidente
Sa présidente est une des sœurs de Balavoine, Claire. Elle est maintenant installée en Dordogne (département),, et est toujours active en avril 2024,.